# Сабін Борней
Сабін Борней (рум. Sabin Bornei; 5 січня 1975, Бухарест) — румунський професійний боксер, призер чемпіонату Європи.

## Аматорська кар'єра
На чемпіонаті світу 1995 Сабін Борней програв в першому бою.
На чемпіонаті Європи 1996 завоював бронзову медаль, здолавши Андреа Саррітцу (Італія) та Пал Лакатоша (Угорщина) і програвши в півфіналі Данієлю Петрову (Болгарія) — 5-15.
На Олімпійських іграх 1996 Борней переміг Переса Реєса (Домініканська республіка) і програв в 1/8 фіналу Сомроту Камсінг (Таїланд) — 7-18.
Після Олімпіади 1996 Борней продовжував боксувати, але не потрапляв на великі міжнародні турніри і 2001 року перейшов у професіонали.

## Професіональна кар'єра
На професійному рингу Борней виступав дуже невдало. Здобувши перемогу в дебютному поєдинку, наступні 9 боїв він програв, з них 4 — нокаутом.